# King of Bowling 2
King of Bowling 2 è un videogioco sportivo, incentrato sul tema del bowling e pubblicato dalla Krisalis nel 1998.

## Modalità di gioco
- Coconut Cup Pro Tournament: modalità principale, in cui si affronteranno diversi tornei, piste e avversari, con l’obiettivo di essere il numero 1 nel mondo del bowling.
- Party Game: Suddivisa in Standard, Galaxy e special Lanes, si può giocare in 3 modalità: Singles, Doubles e Scotch Doubles. Ognuna di queste hanno caratteristiche e pista differente, e una pista sbloccabile.
- Rank Certification Split Games: modalità che offre una diversa disposizione dei birilli, con l'obiettivo di colpirli per avere la certificazione.
- Pro Bowler Directory: modalità extra dove è possibile vedere le biografie, i motti e i video degli atleti nel gioco.

## Personaggi giocabili
Sono presenti 8 personaggi giocabili, 4 maschili e 4 femminili. I personaggi sono tutti realmente esistenti e professionisti del Japan Professional Bowling Association in Giappone.

### Maschili
| Giocatore      | Data di nascita | Mano usata |
| -------------- | --------------- | ---------- |
| Junichi Yajima | 14/8/1945       | destra     |
| Masaaki Saijo  | 29/10/1945      | destra     |
| Takeo Sakai    | 10/5/1952       | destra     |
| Taiji Tsuno    | 30/4/1959       | sinistra   |

### Femminili
| Giocatore        | Data di nascita | Mano usata |
| ---------------- | --------------- | ---------- |
| Shinobu Saito    | 5/9/1948        | destra     |
| Mitsuki Tokimoto | 5/12/1951       | destra     |
| Mika Sakai       | 7/3/1975        | destra     |
| Yumiko Sato      | 2/7/1969        | destra     |